# Timo André Bakken
Timo André Bakken (* 21. März 1989) ist ein ehemaliger norwegischer Skilangläufer.

## Karriere
Bakken, der für den Konnerud IL startete, nahm von 2007 bis 2018 vorwiegend am Scandinavian-Cup teil. Dabei holte er im Januar 2012 in Nes seinen einzigen Sieg. Sein erstes von 15 Weltcuprennen lief er im März 2008 in Drammen, welches er auf dem 53. Platz im Sprint beendete. Bei den Juniorenweltmeisterschaften 2009 gewann er Silber im Sprint. Im März 2009 holte er in Trondheim mit dem 14. Platz im Sprint seine ersten Weltcuppunkte. Bei den U23-Weltmeisterschaften 2011 in Otepää gewann er hinter Alexander Panschinski Silber im Sprint. Zu Beginn der Saison 2014/15 in Ruka erreichte er mit dem neunten Rang im Sprint seine erste Top-Zehn-Platzierung im Weltcup. Im Januar 2015 wurde er in Røros norwegischer Meister im Sprint. Im folgenden Monat erreichte er in Östersund mit dem dritten Platz im Sprint seine einzige Podestplatzierung im Weltcup.

## Siege bei Continental-Cup-Rennen
| Nr. | Datum           | Ort | Disziplin        | Serie            |
| --- | --------------- | --- | ---------------- | ---------------- |
| 1.  | 21. Januar 2012 | Nes | Sprint klassisch | Scandinavian Cup |

## Weltcup-Statistik
Die Tabelle zeigt die erreichten Platzierungen im Einzelnen.
- 1.–3. Platz: Anzahl der Podiumsplatzierungen
- Top 10: Anzahl der Platzierungen unter den ersten zehn
- Punkteränge: Anzahl der Platzierungen innerhalb der Punkteränge
- Starts: Anzahl gelaufener Rennen in der jeweiligen Disziplin
- Hinweis: Bei den Distanzrennen erfolgt die Einordnung gemäß FIS.

| Platzierung         | Distanzrennen a | Distanzrennen a | Distanzrennen a | Distanzrennen a | Distanzrennen a | Skiathlon Verfolgung | Sprint | Etappen- rennen b | Gesamt | Team c | Team c  |
| Platzierung         | ≤ 5 km          | ≤ 10 km         | ≤ 15 km         | ≤ 30 km         | > 30 km         | Skiathlon Verfolgung | Sprint | Etappen- rennen b | Gesamt | Sprint | Staffel |
| ------------------- | --------------- | --------------- | --------------- | --------------- | --------------- | -------------------- | ------ | ----------------- | ------ | ------ | ------- |
| 1. Platz            |                 |                 |                 |                 |                 |                      |        |                   |        |        |         |
| 2. Platz            |                 |                 |                 |                 |                 |                      |        |                   |        |        |         |
| 3. Platz            |                 |                 |                 |                 |                 |                      | 1      |                   | 1      |        |         |
| Top 10              |                 |                 |                 |                 |                 |                      | 4      |                   | 4      |        |         |
| Punkteränge         |                 |                 |                 |                 |                 |                      | 11     |                   | 11     |        |         |
| Starts              |                 |                 |                 |                 |                 |                      | 15     |                   | 15     |        |         |
| Stand: Karriereende |                 |                 |                 |                 |                 |                      |        |                   |        |        |         |